# ドリームバスター
『ドリームバスター』は、宮部みゆきのSF小説である。2013年現在、徳間書店から4巻まで発売されている。
2006年、月刊COMICリュウで中平正彦によりコミカライズされた。また、2009年よりトクマ・ノベルズEdgeより新書版が発刊中。

## あらすじ
地球とはまったく異なる位相に存在する惑星「テーラ」。そこでは人間の意識と肉体を切り離すことで、自在に移動・保管を行えるようにする計画「プロジェクト・ナイトメア」が進行していた。そして5代目の実験機である「ビッグ・オールド・ワン」の完成によりついに成功するかと思われたこの計画は、後に大災厄と呼ばれる最悪の暴走事故を引き起こした。大災厄はテーラに天変地異と異常気象を引き起こし、人体実験の被験者だった死刑囚50人は、意識だけの存在となり、地球の人間の夢の中へ逃亡してしまった。
この逃亡者たちにかけられた懸賞金を求め、地球人の夢に潜る賞金稼ぎのことをドリームバスター（D・B）という。大災厄で両親を失った少年シェンは初老の元案内人マエストロと出会い、ドリームバスターとして育て上げられる。
実は、彼の母親は彼が追う逃亡者たちの一人なのであった……

## 世界
シェン達の暮らす惑星テーラは陸地が少なく、ほとんどが海洋である。かつては少ない陸地に多数の小国家が乱立し争い合う状態が続いていたが、やがてそれらの国々が連合して完全な統一国家（後の「旧連邦」）が誕生することとなる。
連邦国家によって進められていた研究「プロジェクト・ナイトメア」のメインシステムだった「ビッグ・オールド・ワン」が引き起こした暴走事故により、その研究施設は消滅。それとほぼ時期を同じくして、世界各地で未知の疫病や異常な干魃、磁気嵐などの異常な現象が多発するようになり、文明レベルは著しく退行、治安の悪化などの影響も受けてそれまであった連邦国家は崩壊し、崩壊した古い連邦国家は後の人間に「旧連邦」と呼称されることとなった。
旧連邦の崩壊後に発足した新たな政府は新連邦と呼称され、現在は暴走事故の後処理と逃亡した凶悪犯の捕獲を行っている。
主なエネルギー供給源は風力及び水力。石油などの化石燃料は産出量が少ないため、燃料として使われる事は少ない。その一方、なおも頻発する磁気嵐によって発電施設がダメージを受けるため電力供給は安定せず、主要都市以外では計画停電も行われている。
生活水準は暴走事故の影響によって現代の地球よりもおおむね低く、事故で破壊されたインフラなどの再整備も地方では滞りがち。その一方、バレンシップや人型パワーローダーなど、地球にはない独自の技術を有している面もある。
政府も発足間もないためか治安は悪い。治安維持部隊に当たる組織も存在するが、地方都市などの僻地では隊員の風紀も乱れており、シェン達の住むミクバ市では言いがかりを付けて酒場から酒を持ち去ったり、女性に暴行しようとする、明確な証拠もなしに容疑者だと断定した人物を強制的に連行したりなど、治安維持部隊の名を借りた破落戸と言って良いほどの有様である。

## 登場人物
シェン
主人公。整った顔立ちをしている。マエストロと出会い、ドリームバスター（D・B）として育て上げられる。16歳。左利き。大災厄で父親をなくす。
マエストロ
案内人（ドリームバスター達をとりまとめる“ロッジ”制度が出来る以前より‘抜け穴’に飛び込んでいった者達）あがりのドリームバスター。体格の良い禿頭の壮年男性で、工具をポケットに詰め込んだオーバーオールを穿いている。孤児院を抜け出し流れ者になっていたシェンを育てる。シェンとは口論が絶えず、ときどき手が出る。マエストロとは「師匠」という意味であり、本名ではない。
ドレクスラー博士
後に大災厄の元となった『プロジェクト・ナイトメア』に、15歳で携わっていたほどの天才科学者。現在は“ロッジ”の顧問科学者となっている。
村野理恵子
シェン達が出会ったドリーミングパーソン（D・P）の1人。とある殺人事件の目撃者となり、証言の信憑性に疑問を持った所を、脱走犯・ワッツに慰められる。不安になると首をぐらつかせる癖があるが、シェンに出会ったことで直りつつある。
リップ
シェンの親友。言語障害をともなう記憶喪失だが、指文字が達者。
エムリン
マエストロの旧友であるガフロの妻。シェン達の家に居候している。
カーリン
パーカーの姪。田舎育ちでよくシェンに馬鹿にされる。シェン達の家に居候している。

## 既刊一覧
- 単行本：徳間書店
  - ドリームバスター（2001年11月28日[1]、ISBN 9784198614423）
  - ドリームバスター2（2003年3月、ISBN 9784198616519）
  - ドリームバスター3（2006年3月、ISBN 9784198621391）
  - ドリームバスター4（2007年5月、ISBN 9784198623272）

- ノベルズ：トクマ・ノベルズEdge
  - ドリームバスター1（2009年1月17日[2]、ISBN 9784198508159）
  - ドリームバスター2（2009年7月17日[3]、ISBN 9784198508364）
  - ドリームバスター3（2010年1月22日[4]、ISBN 9784198508524）
  - ドリームバスター4（2010年7月17日[5]、ISBN 9784198508692）
  - ドリームバスター5（2010年8月27日[6]、ISBN 9784198508708）